# Patrick Pemberton
Patrick Pemberton (* 24. April 1982 in Puerto Limón) ist ein costa-ricanischer Fußballtorhüter.

## Karriere

### Klub
Er begann seiner Karriere in seiner Heimat beim LD Alajuelense, wo er Anfang 2002 von der U20 fest in die erste Mannschaft wechselte. Nach einem halben Jahr wechselte er innerhalb des Landes weiter zum UCR FC, wo er bis zum Sommer des nächsten Jahres verblieb. Zurück gehörte er dem Kader von Alajuelense fest für die Laufzeit von einem Jahr an und wechselte im Sommer 2004 erneut leihweise für ein weiteres Jahr zum AD Carmelita. Ab Sommer 2005 verblieb er dann ununterbrochen bis zum Sommer 2019 als Teil der Mannschaft seines Stammklubs.
Nun wurde er wieder einmal verliehen, diesmal zum AD San Carlos, wo er jeweils zwei halbe Jahre spielte. Im Sommer 2020 folgte für ihn schließlich erstmals ein fester Wechsel zu einem anderen Klub, dies war nun für ein Jahr Fútbol Consultants Desamparados. Seit Sommer 2021 ist er bei AD Carmelita unter Vertrag, wohin er zuvor auch schon einmal hin verliehen wurde.

### Nationalmannschaft
Sein erster bekannter Einsatz für die Nationalmannschaft ist eine 0:1-Freundschaftsspielniederlage gegen Jamaika am 5. September 2010. Danach folgten weitere Einsätze bei Freundschaftsspielen. Sein erstes Turnier mit seiner Mannschaft war dann der Gold Cup 2013, wo er sowohl in der Qualifikation als auch beim finalen Turnier als Stammtorhüter agierte; nach weiteren Freundschaftsspieleinsätzen und einigen wenigen weiteren Qualifikationsspielen spielte er auch beim Gold Cup 2018 wieder eine Rolle, wurde diesmal jedoch nur in zwei Partien der Gruppenphase als Torhüter auserkoren.
Beim Copa América Centenario im Folgejahr spielte er erneut als Stammtorhüter eine Rolle, hier verpasste sein Team jedoch den Einzug in die K.o.-Phase, womit er nur auch nur zu Einsätzen in der Gruppenphase kam. Sein letztes großes Turnier war anschließend noch einmal der Gold Cup 2017, wo er es mit seinem Team sogar ins Halbfinale schaffte. Sein letztes Spiel als Nationaltorhüter ist aber bis heute eine 1:2-Niederlage gegen Panama, in der Qualifikation für die Weltmeisterschaft 2018. Am Ende qualifizierte sich sein Team dann auch für die Weltmeisterschaft, hier bekam er aber als Ersatztorhüter in der Endrunde keinerlei Einsatzzeit.